# José Espósito Marañón
José Antonio Espósito Marañón (1 de septiembre de 1924-Providencia, 2 de enero de 1997) fue un comerciante y político chileno. Se desempeñó como regidor y alcalde de San Fernando.

## Biografía
Nació el 1 de septiembre de 1924 y contrajo matrimonio con Alicia Ferrari González.
En 1950, resultó elegido como regidor en la comuna de San Fernando para el periodo 1950-1953, representando al Partido Conservador Tradicionalista. Fue reelegido para el periodo 1953-1956. Entre 1956 y 1960, desempeñó el cargo de regidor en San Fernando, representando al Partido Conservador Unido. Luego, en 1960, fue elegido regidor para el periodo 1960-1963 y ocupó el cargo de alcalde de San Fernando, todo ello bajo la misma afiliación política.
Posteriormente, en 1963, fue reelegido como concejal en la misma comuna para el período 1963-1967, esta vez representando al Partido Conservador.
Falleció el 2 de enero de 1997 en Providencia, región Metropolitana, debido a un paro cardiorrespiratorio.